# 鲍威尔湖
鲍威尔湖（英語：Lake Powell）是位于美国犹他州与亚利桑那州交界处的，科罗拉多河上的一座水库，由格伦峡谷大坝蓄水而形成。最大库容30 km3（24,321,000 acre·ft），以库容量计是美国第二大水库。水库得名于探险家约翰·威斯利·鲍威尔。鲍威尔湖是美国西部著名的旅游胜地。然而由於氣候變化，整個科羅拉多河盆地都變得乾旱，加上大量生活用水的抽取，令湖水長期出超，現時湖水只有最高峰期的一半儲水量。

## 参考资料

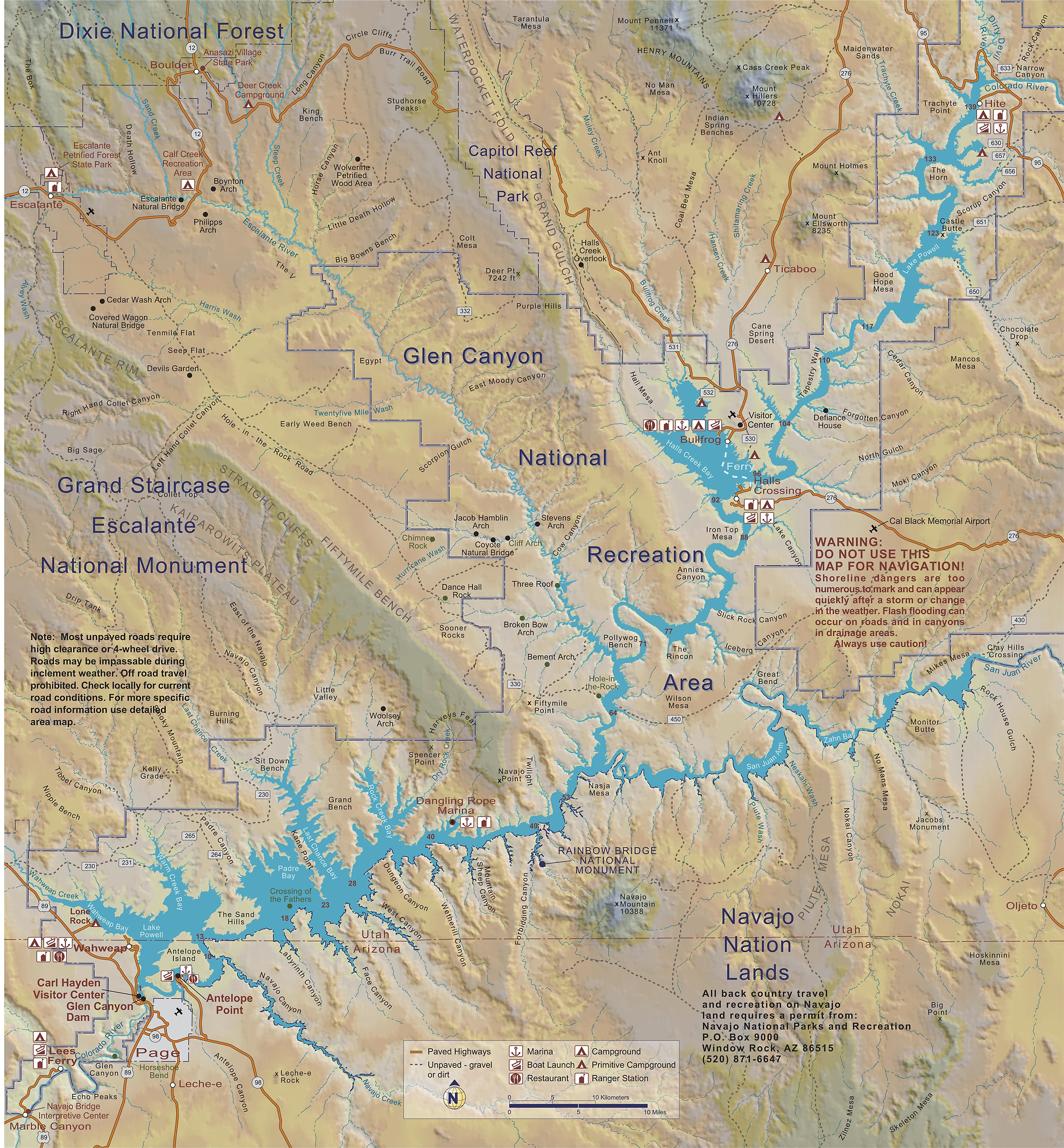
Lake Powell Map